# Crossover utility vehicle

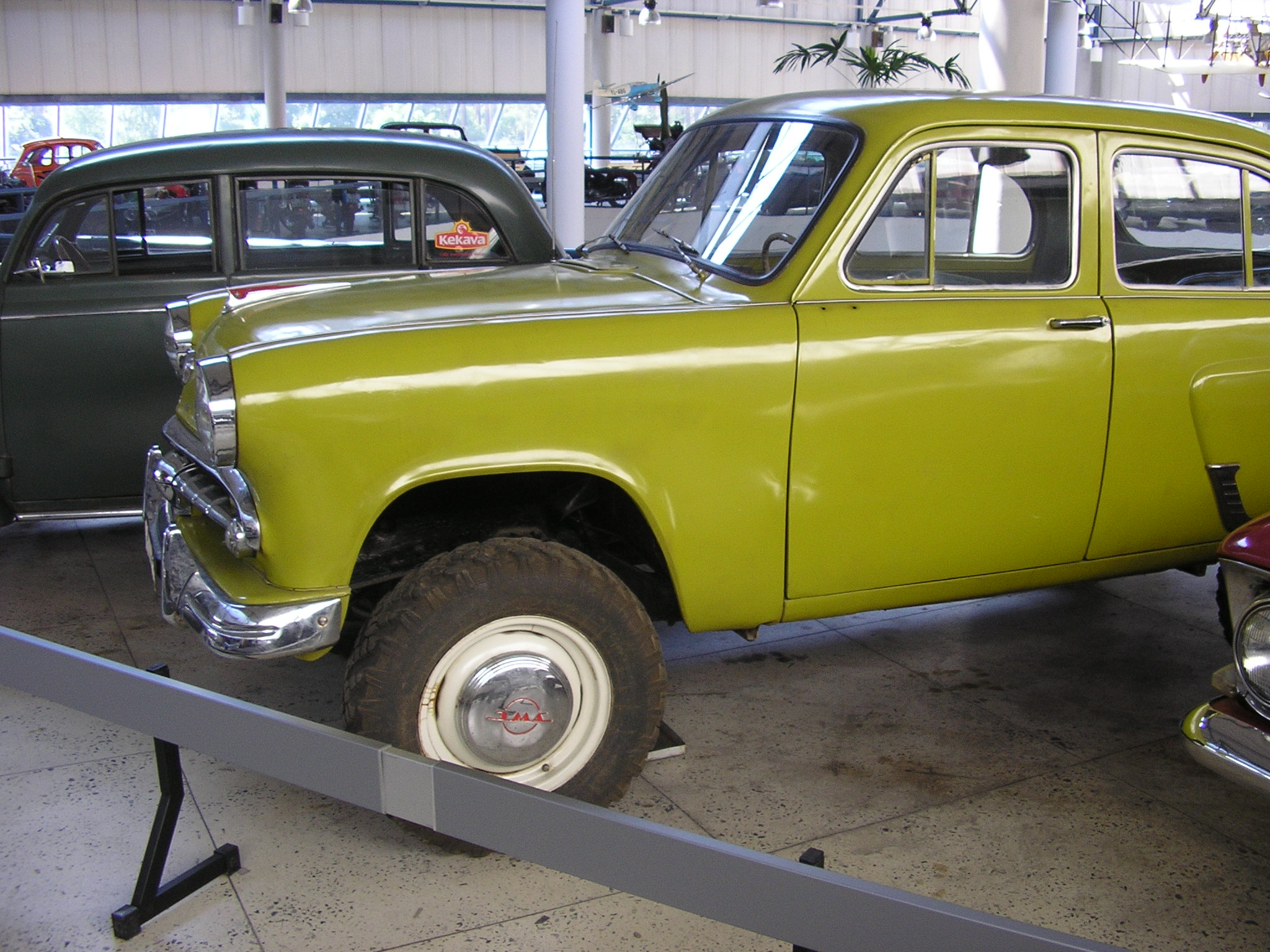
Moskvitj 410 som kom 1957.

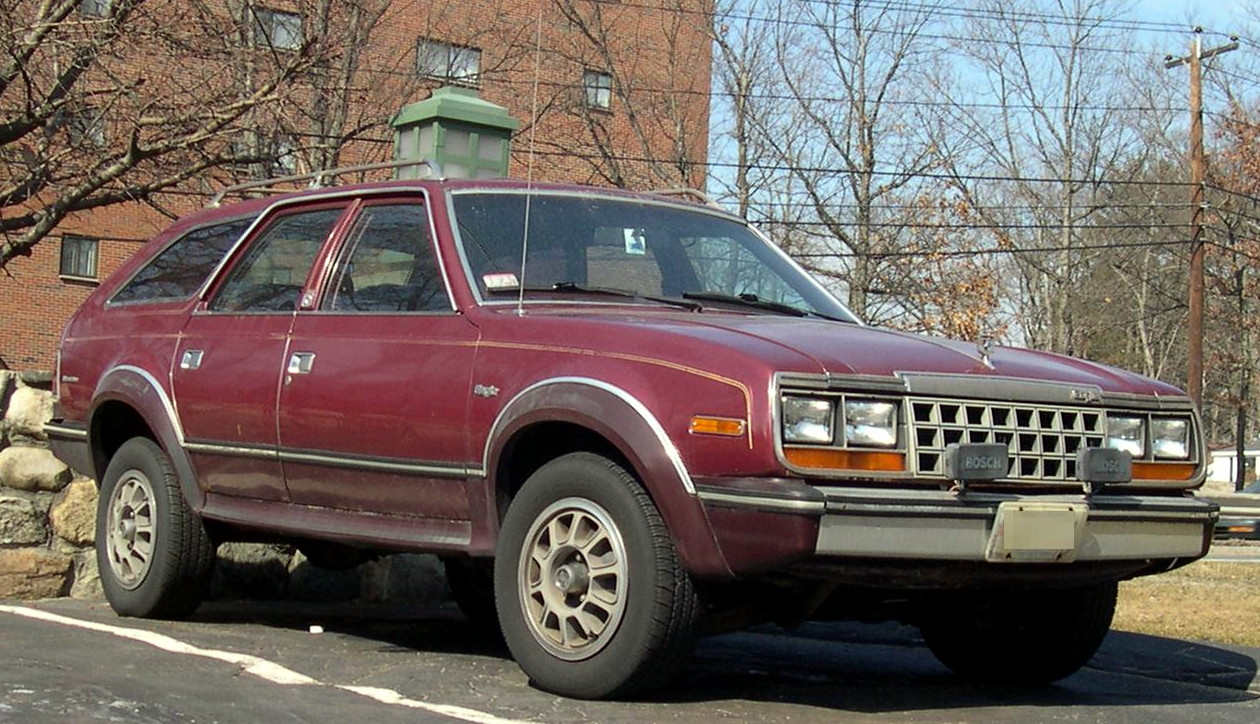
AMC Eagle, en annan tidig CUV.

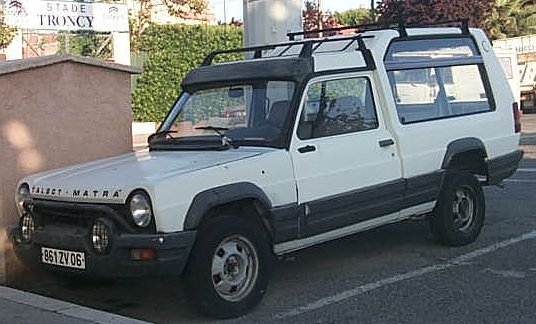
Talbot-Matra Rancho, baserad på Simca 1100.

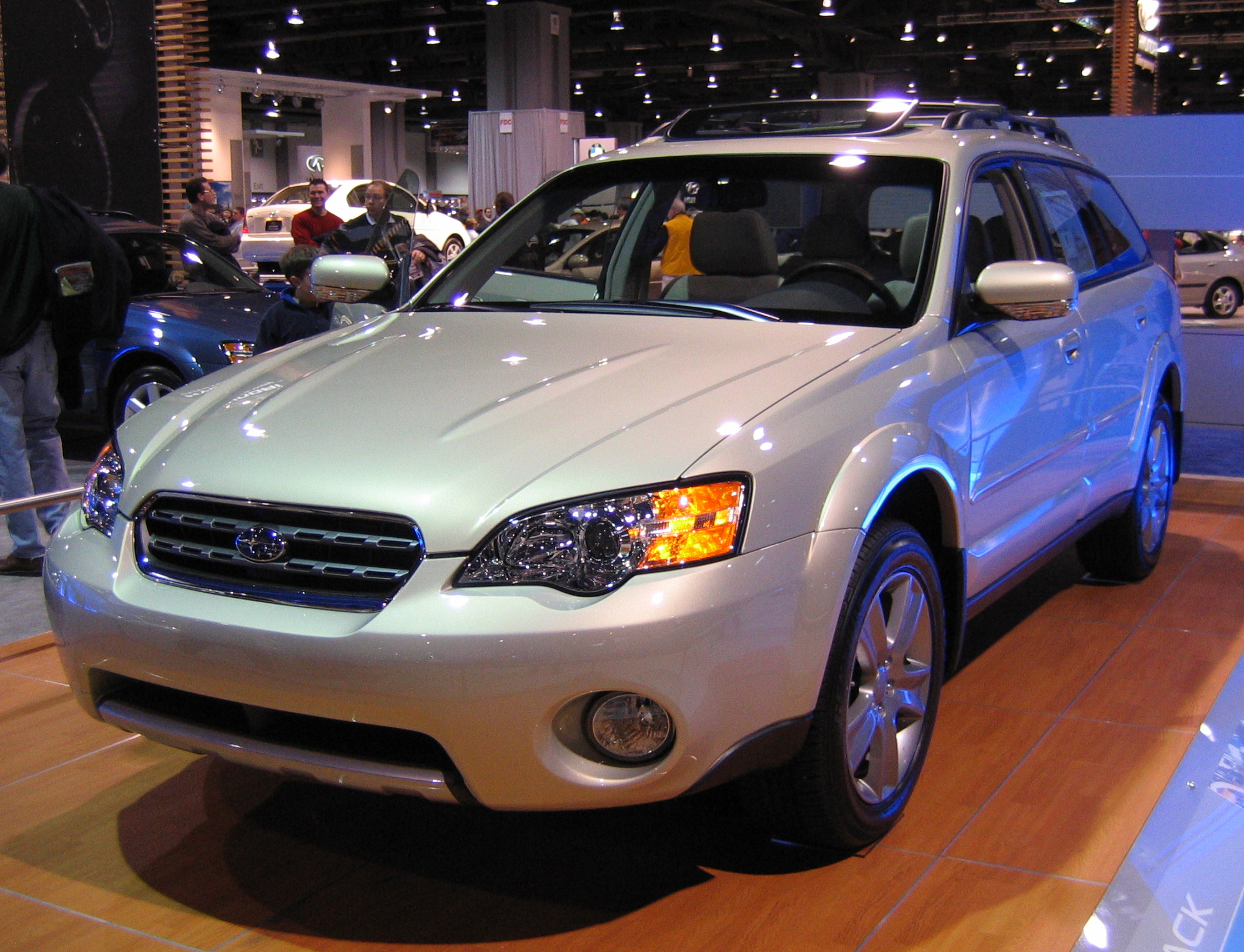
2006 Subaru Outback

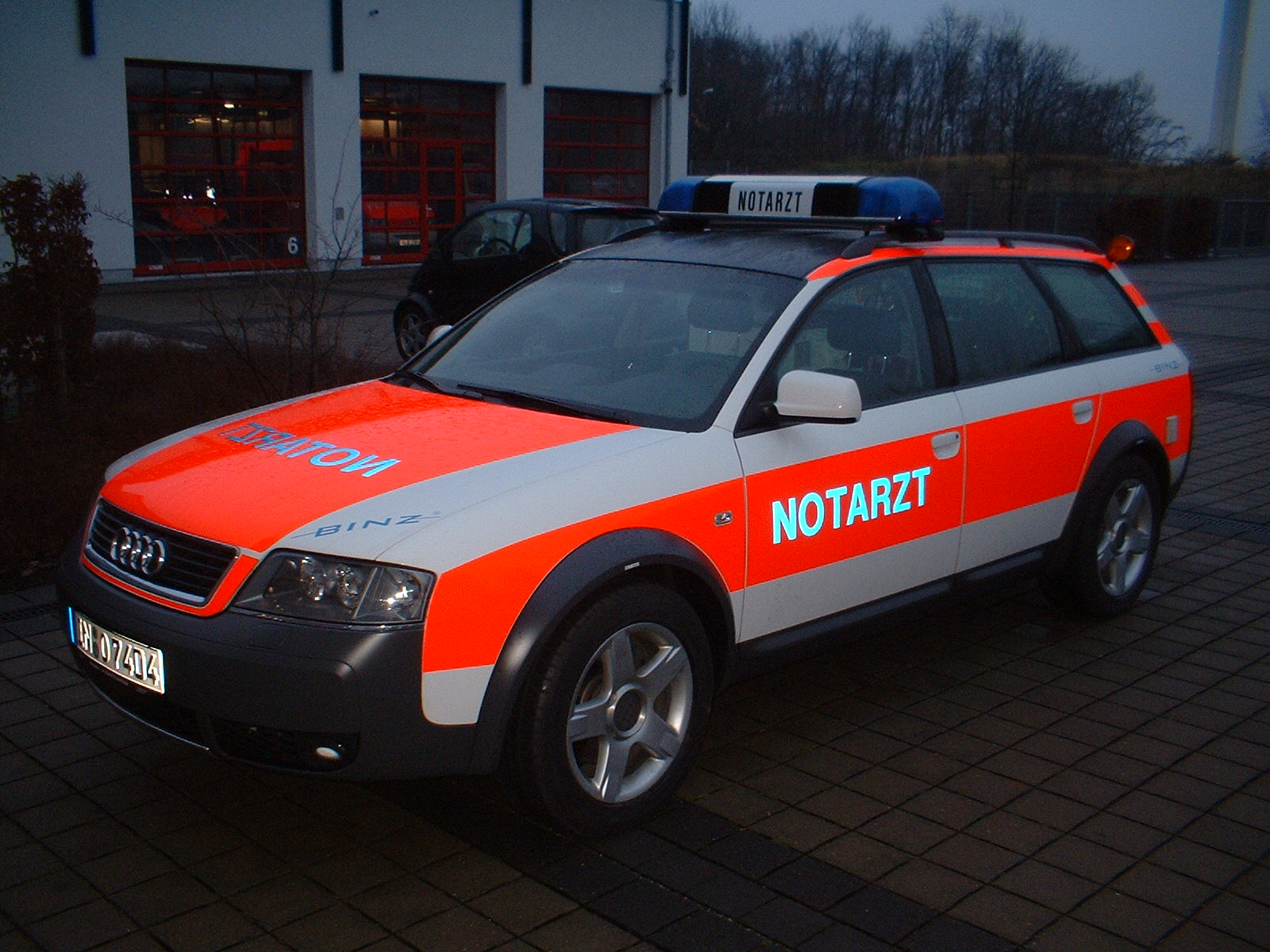
Audi Allroad "Jourläkarbil"

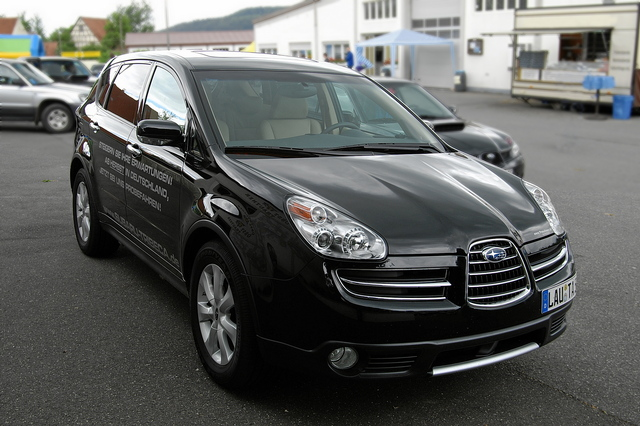
Subaru B9 Tribeca

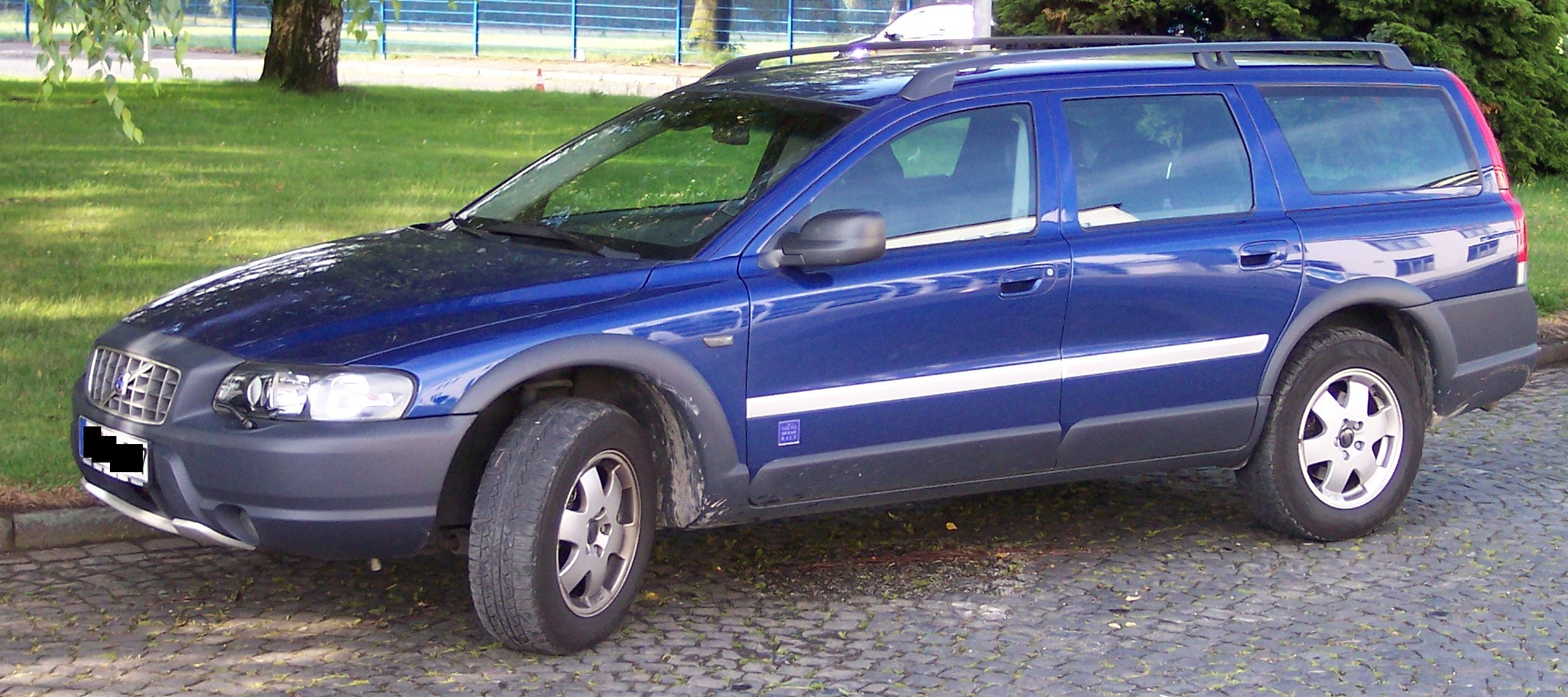
Volvo XC70 Volvo Ocean Race Edition

Crossover Utility Vehicle, CUV. Detta är en benämning på s.k. crossoverbilar, det vill säga bilar som inte omedelbart går att placera som SUV eller personbil. Två crossoverbilar kan vara mycket olika, men de har ofta en något högre markfrigång och drivande axel både bak och fram. Ofta är de baserade på antingen en SUV-plattform, eller en vanlig personbilsplattform, som Volvo XC70. Eftersom gränserna för en CUV idag är otydliga anses en del av dessa vara SUV:ar.
När de har grundats på personbilar brukar uppskattningen för dem öka då bränsleförbrukningen brukar bli lägre.

## Exempel på CUV
- Audi Allroad
- Fiat Sedici
- Ford Kuga
- Mercedes-Benz R-klass
- Peugeot 3008
- SAAB 9-3X
- SAAB 9-4X
- Spyker D12
- Subaru Outback
- Suzuki Ignis
- Suzuki SX4
- Tesla Model X
- Volvo XC70